# 薦髂關節炎
薦髂關節炎（英語：sacroiliitis）又稱骶髂關節炎，是指薦髂關節的發炎。這是脊椎關節病變的特徵之一，如：中軸脊椎關節炎（包括：僵直性脊椎炎）、乾癬性關節炎、反應性關節炎和發炎性腸病相關的關節炎（包括潰瘍性結腸炎或克隆氏症）。它同時也是布魯氏菌病引起的關節炎最常見的表現。

## 症狀
薦髂關節炎患者常以多種不同方式顯現症狀，但通常與薦髂關節承受的壓力量有關。薦髂關節炎引起的疼痛一般發生在中軸部位，疼痛發生的部位即是病灶處。症狀通常包括持續長期的發炎性疼痛，出現在下背、髖部或臀部。
然而，在更嚴重的患者，痛感可能會放射延伸到身體不相關的部位，包括腿、腹股溝和足部。
以下原因通常會使症狀加劇：
- 由坐著變換姿勢到到站立
- 長時間步行或站立
- 跑步
- 爬樓梯
- 大跨步
- 在床上翻身
- 以某一側為主要承重腳[4]

## 原因

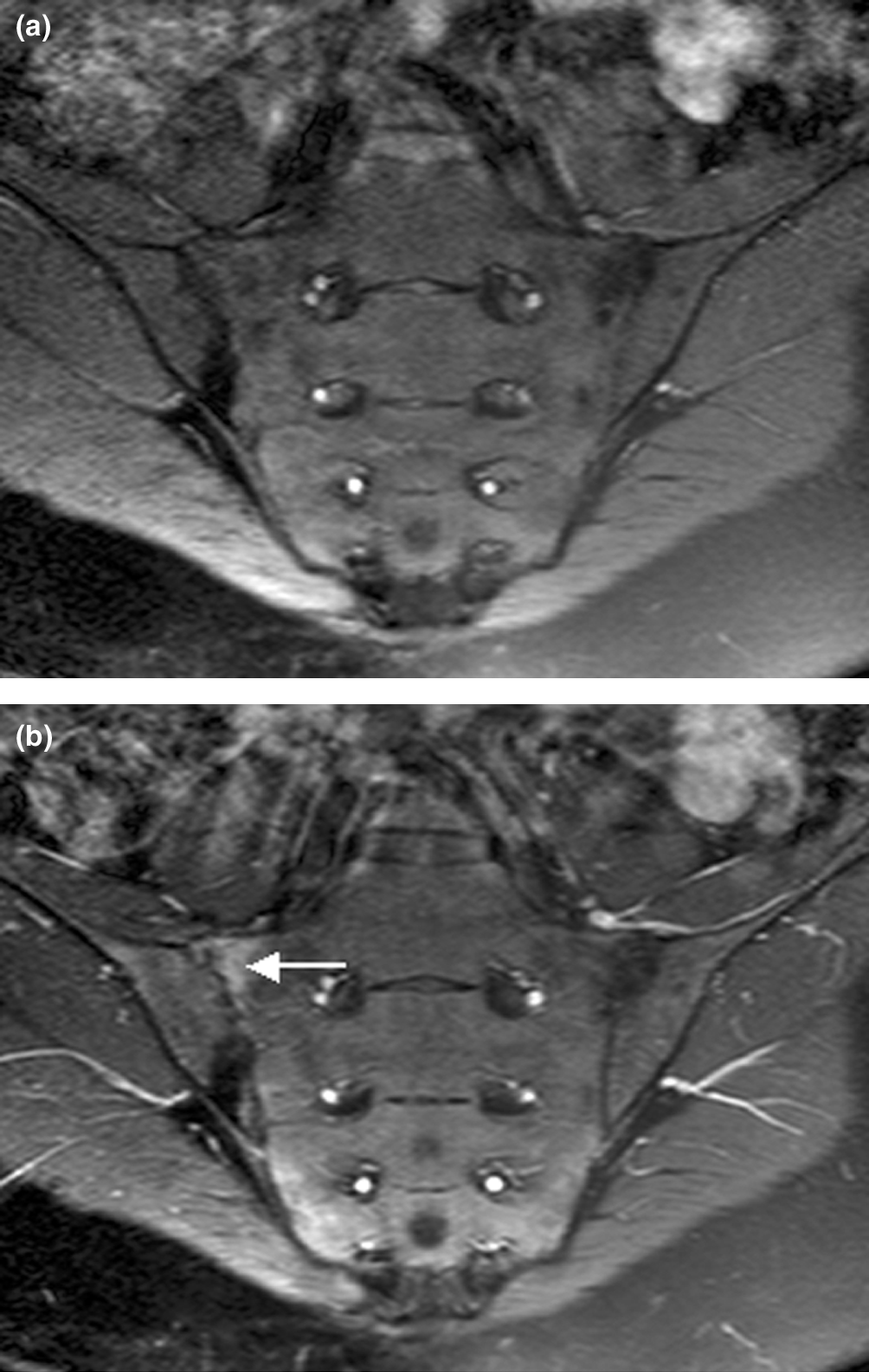
薦髂關節的核磁共振成像。薦髂關節 T1 加權的半冠狀視圖，靜脈顯影劑（a）注射前，和（b）注射後。可見右側的薦髂關節的顯影增強（箭頭，左圖）代表活動性薦髂關節炎。患者診斷為乾癬性關節炎。薦髂關節炎是薦髂關節的發炎性疾病。此關節位於脊椎底部（名為骶骨，sacro-）和骨盆（名為髂骨，-ili-）交界處。而字尾的 -itis 則是拉丁語的發炎。

所謂的薦髂關節，是薦骨（位在脊椎最下方的）和髂骨（在骨盆的兩側）所形成的關節，薦髂關節發炎就是所謂的薦髂關節炎。可能的原因包括：
- 脊椎的退化性關節炎（骨關節炎）會造成薦髂關節的退化和發炎，進一步引起關節疼痛。
- 任何類形的脊椎關節病變，如：僵直性脊椎炎、乾癬性關節炎、反應性關節炎和與炎症性腸病（包括：潰瘍性結腸炎或克隆氏症）有關的關節炎。
- 妊娠後，準備生產時，骨盆的擴大和伸展會造成薦髂關節發炎。此外，因懷孕而額外增加的體重，會增加薦髂關節的壓力，造成關節的異常磨損。
- 跌倒或車禍等外傷，影響到下背部、髖部、臀部或腿部。
- 較少見的狀況是薦髂關節內感染或身體其他部位感染（例如：泌尿道感染）而引發薦髂關節炎[7]。

## 診斷
因為症狀和其他更常見的病病相似，導致不易診斷。懷疑薦髂關節炎時，醫師會先進行理學檢查。施壓於腿、髖、臀及脊椎等不同的部位，壓力傳導到發炎的薦髂關節時會引起壓痛，如此將可定位受影響的關節。請患者做一些會對薦髂關節造成輕微壓力的伸展動作，亦有助於判斷薦髂關節是否發炎。
X光影像、核磁共振影像和其他醫學影像檢查可用於顯示薦髂關節內的發炎和損傷。若懷疑僵直性脊椎炎或其他類型關節炎是引起發炎和疼痛的主要原因時，會進行醫學影像檢查確認。

## 治療
薦髂關節炎的治療，依疾病的嚴重度和患者目前疼痛的程度而定。然而，一般可依是否進行外科手術而分成兩類：

### 非手術
多數的薦髂關節炎不需要外科手術治療。一般在休息、熱／冰療和消炎藥（如：布洛芬）的組合治療後症狀會緩解。合併這些簡易的治療可以降低薦髂關節的發炎。
更嚴重的類型，薦髂關節注射可以減緩症狀。透過X光透視導引，醫師會將局部麻醉藥物（通常使用利多卡因）和類固醇（一種強效的消炎藥物）注射到關節內。類固醇一年最多可以注射三到四次，應同時進行物理治療協助發炎關節的復健。

### 外科手術
外科手術通常是不得已的最後治療，一般很少需要。然而，對於非手術治療無效且嚴重影響其生活品質的嚴重疼痛的患者，可能是一個可行的選項。在這種情況，會進行薦髂關節融合的微創手術，手術可以有效地穩定關節，融合後關節的承重能力也會增加。